# Estação de Ushida (Aichi)
Estação de Ushida (牛田駅 Ushida-Eki?) é uma estação de trem na cidade de Chiryu, província de Aichi. Passam por ela as Linha Meitetsu Nagoya.

## História
A Estação Ushida foi inaugurada em 1º de junho de 1923, como uma estação da Aichi Electric Railway. Em 1º de abril de 1935, a Aichi Electric Railway fundiu-se com a Nagoya Railroad (a precursora da atual Meitetsu). Um novo prédio da estação foi concluído em setembro de 1992. A estação está sem atendimento desde 2004.

## Plataformas

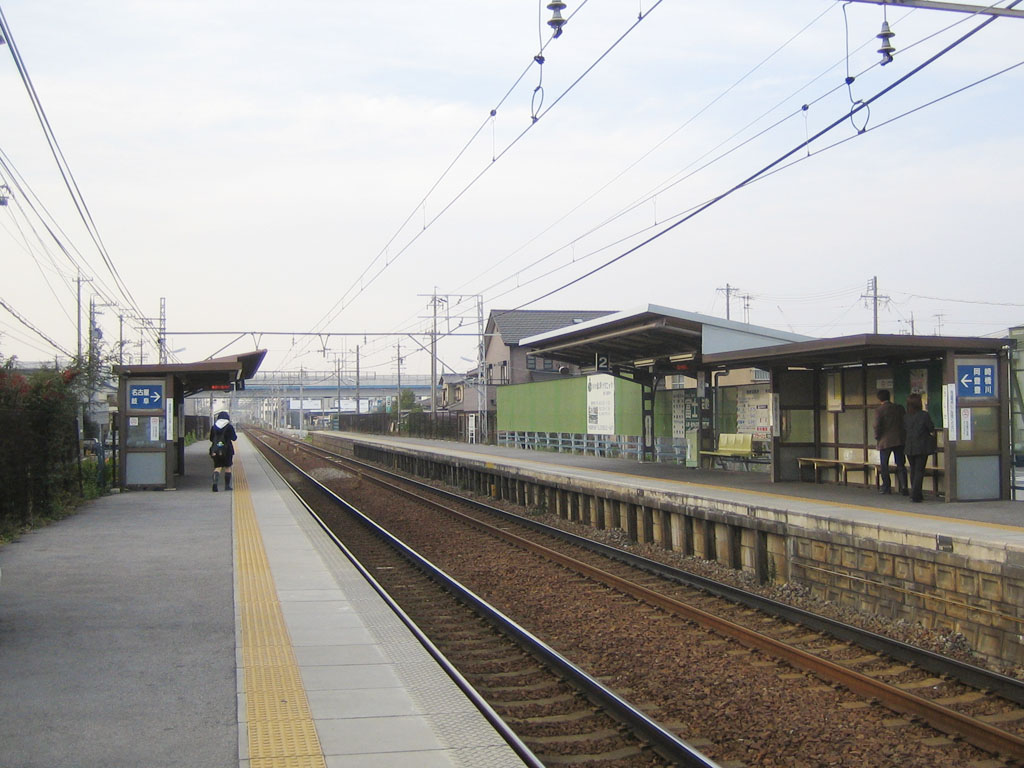
Plataforma

A estação Ushida possui duas plataformas laterais.
| Plataformas | Linha                    | Direção | Destino                                   |
| ----------- | ------------------------ | ------- | ----------------------------------------- |
| 1           | ■ Linha Principal Nagoya | Descer  | Para Kanayama [ja] e Meitetsu Nagoya [ja] |
| 2           | ■ Linha Principal Nagoya | Subida  | Para Higashi-Okazaki [ja] e Toyohashi     |

## Instalações ao redor da estação

### Saída sul
- Daily Yamazaki [ja]
- Nossa Loja Import Shop
- Nosso Lanche
- Cheiro verde chiryu
- Chiryu Danchi [ja]
- Escola Primária Municipal Chiryu Higashi de Chiryu [ja]
- Escola Secundária Chiryu Higashi da Província de Aichi [ja]
- GALLERIA APiTA Chiryu [ja]

### Saída norte
- Rota 1 [ja]
- Ushida interseção rodoviária [ja]（Estrada Kinuura Toyota [ja]）

## Estações adjacentes
Meitetsu
■ Linha Principal Nagoya
Local (普通)
Estação de Shin-Anjō [ja] - Estação de Ushida - Estação de Chiryū [ja]